# ピーター・マシーセン
ピーター・マシーセン（Peter Matthiessen、1927年5月22日 - 2014年4月5日）はアメリカ合衆国の小説家、ナチュラリスト。

## 人物
ニューヨーク生まれ。ソルボンヌ大学留学を経てイェール大学卒業。文芸誌『パリ・レヴュー』の創刊に参画。その後、作家、ナチュラリスト、探険家として幅広く活躍する。代表作の『雪豹』では全米図書賞などを受賞した。
1956年、米国の野生動物の調査をはじめ、その成果を1959年「北米大陸の野生動物」として出版。
その後南米の荒野の自然史「雪の森」(1961年)などをてがけ、フィールド・ナチュラリストとして活躍する。
後、仏教（禅宗）に帰依。

## 翻訳された著書
- 『遥かな海亀の島』（小川国夫,青山南訳、講談社） 1980
- 『ひとの生まれた木 : わがアフリカへの旅』（黒田晶子訳、講談社） 1980
- 『雪豹』（芹沢高志訳、めるくまーる社） 1988、のちハヤカワ文庫NF
- 『神の庭に遊びて』（斎藤数衛訳、早川書房、Hayakawa novels） 1992
- 『ワトソン氏を殺す』（高儀進訳、早川書房、(Hayakawa novels） 1992
- 『海に暮らす : サーフマンと呼ばれた漁師たち』（芦沢一洋他訳、岩波書店） 1993
- 『北米大陸の野生』（早川麻百合訳、東京書籍、シリーズ・ナチュラリストの本棚3） 1994
- 『インディアン・カントリー : 土地と文化についての主張』上・下（澤西康史訳、中央アート出版社） 2003
- 『黄泉の河にて』（東江一紀訳、作品社） 2014